# بين كالدويل
بين كالدويل (بالإنجليزية: Ben Caldwell)‏ هو مخرج أمريكي، ولد في 1945 في نيومكسيكو في الولايات المتحدة.